# San Martín de Valderaduey
San Martín de Valderaduey is een gemeente in de Spaanse provincie Zamora in de regio Castilië en León met een oppervlakte van 23,94 km². San Martín de Valderaduey telt 63 inwoners (1 januari 2016).

## Demografische ontwikkeling
Bron: INE, 1857-2011: volkstellingen